# Danny Rubin
Pour les articles homonymes, voir Rubin.
Danny Rubin est un scénariste américain, né en 1957.

## Filmographie

### Cinéma
Scénariste
- 1993 : Un jour sans fin
- 1993 : Hear No Evil
- 1994 : S.F.W.
- 2004 : È già ieri

Acteur
- 2003 : Freaky Friday : Dans la peau de ma mère (Freaky Friday), de Mark Waters : Scott, le bassiste

## Distinctions
Récompenses
- British Academy Film Awards :
  - British Academy Film Award du meilleur scénario original 1994 (Un jour sans fin)
- London Film Critics Circle Award :
  - Scénariste de l'année 1994 (Un jour sans fin)

Nominations
- Saturn Award :
  - Saturn Award du meilleur scénario 1994 (Un jour sans fin)
- Prix Hugo :
  - Meilleur film 1994 (Un jour sans fin)
- New York Film Critics Circle Award :
  - Meilleur scénario 1993 (Un jour sans fin)